# Diatribe of a Mad Housewife
«Diatribe of a Mad Housewife» (рус. «Обличительная речь рассерженной домохозяйки» или «Диатриба рассерженной домохозяйки» ) — десятая серия пятнадцатого сезона мультсериала «Симпсоны». Впервые появилась в эфире американской телекомпании Фокс 25 января 2004 года. К Мардж пришло вдохновение, и она пишет любовный роман, и он оказывается успешным. После этого по городу ползут слухи, что Мардж тайно влюблена в Неда Фландерса, и об этом узнает Гомер. Тем временем Гомер покупает автомобиль скорой помощи и становится его водителем.

## Сюжет
После опасного вождения, которое могло стать причиной аварии, Гомера увольняют с работы на Спрингфилдской АЭС. Он пытается стать продавцом автомобилей, но всё заканчивается покупкой автомобиля скорой помощи 1959 года выпуска, и начинает работать в качестве парамедика. Между тем, после посещения книжного магазина и встречи с писательницей Эсмой Делакруа, к Мардж приходит вдохновение, и она начинает писать роман о временах китобоев. Главными героями романа становятся: сама Мардж, Гомер и Нед Фландерс. Свой любовный роман она сначала дает прочитать Лизе, которая замечает, что герой романа, прообразом которого является Гомер, показан не с лучшей стороны, поэтому она советует перед публикацией показать этот роман папе. Гомер обещает прочитать роман, но, как обычно, отвлекается на разные мелочи и забывает о нем, а когда Мардж опять спрашивает его, говорит неправду, что прочитал роман, ему очень понравилось и он не против публикации. После получения положительных отзывов от Эсмы Делакруа, Томаса Пинчона и Тома Клэнси его публикуют под названием — «Сердце, пронзенное гарпуном». Хелен Лавджой вскоре начинает распространять слухи, что роман основан на жизни Мардж.
После того, как Гомера дразнят несколько человек, а кто-то предполагает, что Нед — это тайная любвь Мардж, он решает прочитать книгу. Однако Гомеру очень не хочется читать, и он находит аудиокнигу Мардж, прочитанную сёстрами Олсен. После ссоры с Мардж Гомер решает отомстить Неду. Когда Нед сбегает от него на своей машине, Гомер преследует его на своем автомобиле скорой помощи. В конце погони они оказываются на скале над водой (в романе Мардж та же концовка событий, где оба погибают: Первый будет убит, а второй тоже погибнет, но из-за своей глупости). Нед уверен, что Гомер собирается его убить, и потрясен, когда Гомер падает на колени и умоляет Неда, чтобы тот показал ему, как быть хорошим мужем. Вскоре Мардж приезжает туда же в панике, но обнаруживает, что Гомер и Нед лишь разговаривают. Позже Гомер и Мардж решают написать роман, под названием — «Кто на самом деле убил Джона Ф. Кеннеди».

## Интересные факты
- В этой серии присутствует пародия на роман «Моби Дик».
- В этой серии с эпизодической ролью появляется автор-затворник Томас Пинчон. Он носит на голове бумажный пакет с вопросительным знаком.[1] Это высмеивает «собственную тщательную анонимность» автора. Такое его появление в Симпсонах было «единственным санкционированным авторским изображением за это десятилетие».[2] Потом он также появился в 16 сезоне этого мультсериала в эпизоде «All's Fair in Oven War»[3].

## Рецензии
Портал DVDMG прокомментировал, что этот эпизод, пресыщенный старыми шутками про Моби Дика, теряет свою весёлость. В заключении добавлено, что «Обличительная речь занимает два неприметных помещения, которые объединяются в проходное шоу».